# 顾学德
顧學德（法語：Pierre-Henri-Noël Gubbels，1874年8月24日—1950年11月18日），是天主教比利時籍主教及方濟會會士。首批國籍主教之一，曾任前宜昌教區主教及施南教區宗座署理（1946年-1950年）。

## 生平

### 早年生活
顧學德出生於1874年8月24日，在比利時林堡省馬斯梅赫倫的村莊布爾森。1891年，他16歲時在蒂爾特加入方濟會初修院。1897年9月8日，顧學德23歲時在魯汶晉鐸。隨後，他繼續在天主教魯汶大學學習，並於1899年獲得文學和哲學學士學位。直到1903年11月，赴中國湖北省宜昌傳教。
1913年，出任湖北西北境宗座代牧區的方濟會會長。1921年，顧學德赴意大利羅馬出任方濟會總會院傳教會秘書。

### 晉牧
1929年，宜昌宗座代牧鄧炳文主教在巴東被土匪殺害。1930年3月27日，55歲的顧學德獲時任教宗庇護十一世任命為宜昌宗座代牧區宗座代牧，領銜土耳其阿圖達教區主教。同年5月11日，在傳信部聖堂，由傳信部部長威廉·馬里努斯·範羅蘇姆樞機主禮，方濟·馬爾凱蒂·塞爾瓦賈尼總主教和長沙宗座代牧翁德明主教襄禮晉牧。
他任內曾分別襄禮祝聖在1930年武昌宗座代牧艾原道主教和1932年老河口宗座代牧費樂理主教。
1942年11月10日，顧學德主教兼任施南宗座代牧區署理主教。

### 二戰被捕
1941年12月太平洋戰爭爆發，郭主教的行動受到日軍的日益處嚴密監視。1943年2月，日軍將顧主教以及所有比利時籍神職人員和會士以「敵國僑民」身份捕捉，關押在上海傳教士集中營。1945年8月日本投降，顧主教及其他會士獲釋，由上海返到宜昌。
1946年4月11日，聖座在中國設立聖統制，宗座代牧區升格為宜昌教區。顧學德主教出任宜昌教區首任正權主教及施南教區宗座署理。

### 晚年
1949年10月1日，中國共產黨在中國大陸地區建立中華人民共和國，並開始針對天主教進行宗教迫害及打壓，教會已經無法正常功能。1950年11月18日，顧學德主教在中國湖北省宜昌去世，享年76歲。